# Atyopsis spinipes
Atyopsis spinipes е вид ракообразно от семейство Atyinae. Видът не е застрашен от изчезване.

## Разпространение и местообитание
Разпространен е в Гуам, Индонезия (Малки Зондски острови), Провинции в КНР, Самоа, Тайван, Фиджи и Филипини.
Обитава сладководни басейни и потоци.